# Juissi
Juissi är en juicedryck av det finska märket Marli. De flesta sorter säljs i paket om en liter. Marli publicerade Juissi-dryckerna år 1978, från början med namnet Floridan Juissi och Farmarin Juissi.

## Smaker
- Hallon, äpple och vindruvor
- Jordgubb
- Apelsin-mango
- Hallon
- Green energy
- Red energy
- Citron/lime
- Päron
- Päron, äpple, ananas, passionsfrukt och grape
- Ananas/Apelsin
- Hallon/Blåbär
- Hallon/Jordgubb
- Jordgubb/Lime